# Dolores (Vorname)
Dolores ist ein weiblicher Vorname.

## Herkunft und Bedeutung
Der Name Dolores stammt vom lateinischen dolor „Schmerz“ ab. Mater Dolorosa (Schmerzensreiche Mutter) ist die lateinische Bezeichnung für das Fest „Mariä Schmerzen“ (Gedächtnis der Schmerzen Mariens). Es soll vor allem an die Qualen erinnern, die Maria als Mutter Jesu Christi erlitt, als sie ihren Sohn auf dem Kreuzweg begleitete, unter dem Kreuz stand, ihn sterben sah und ihn ins Grab legen musste; siehe auch Via Dolorosa.

## Verbreitung
Dolores ist als Vorname vor allem im spanischen Sprachraum beliebt, kommt aber auch gelegentlich in Deutschland, Österreich, den USA und anderen Ländern vor.
Die Beine von Dolores ist eine deutsche Filmkomödie von Géza von Cziffra aus dem Jahr 1957, und Das machen nur die Beine von Dolores ist ein von vielen Interpreten gesungener Schlager des deutschen Komponisten Michael Jary.

## Namenstag
- 15. September

## Varianten
- Kurzformen: Dolly, Lola, Lolinchen und Lolita

## Bekannte Namensträgerinnen
- Dolores Bauer (1934–2010), österreichische Journalistin
- Dolores French (* 1951), US-amerikanische Prostituierte und Frauenrechtlerin
- Dolores Fuller (1923–2011), US-amerikanische Filmschauspielerin und Songschreiberin
- Dolores González Flores (* 1958), Künstlername Lolita Flores, spanische Schauspielerin und Sängerin
- Dolores Hart (* 1938), ehemalige US-amerikanische Filmschauspielerin, später Benediktinerin
- Dolores Hitchens (1907–1973), US-amerikanische Schriftstellerin
- Dolores Hope (1909–2011), US-amerikanische Sängerin und Ehefrau des Schauspielers Bob Hope
- Dolores Ibárruri (1895–1989), genannt La Pasionaria, spanische Revolutionärin und Politikerin
- Dolores Marco (* 1973), spanische Badmintonspielerin
- Dolores O’Riordan (1971–2018), irische Sängerin und Songwriterin, Mitglied der Cranberries
- Dolores R. Piperno (* 1949), US-amerikanische Anthropologin und Archäobotanikerin
- Dolores Redondo (* 1969), spanische Schriftstellerin
- Dolores Rente (* 1959), deutsche Politikerin (WASG)
- Dolores del Río (1904–1983), mexikanische Filmschauspielerin
- Dolores Schmidinger (* 1946), österreichische Schauspielerin und Kabarettistin
- Dolores Silva (* 1991), portugiesische Fußballspielerin
- Dolores Spikes (1936–2015), US-amerikanische Mathematikerin und Hochschulleiterin
- Dolores Viesèr (1904–2002), österreichische Schriftstellerin und Erzählerin

### Fiktive Figuren
- Dolores Haze, besser bekannt als Lolita aus dem Roman Lolita von Vladimir Nabokov
- Dolores Jane Umbridge, eine Figur aus den Harry-Potter-Romanen, siehe Figuren der Harry-Potter-Romane: Dolores Umbridge
- Dolores Claiborne, die Hauptperson in Stephen Kings Roman Dolores
- Dolores Abernathy, eine Figur aus der Science-Fiction-Serie Westworld
- Dolores Madrigal, Figur aus dem Disney-Film Encanto